# Жожак
Жожа́к (фр. и окс. Jaujac) — коммуна во французском департаменте Ардеш, в регионе Рона — Альпы. Население — 1 191 человек (2008).
Расстояние до Парижа — 500 км, до Лиона — 135 км.

## Известные жители
- Мари-Жак-Жозеф-Викторен Фабр — французский писатель.